# متلازمة الثقبة الوداجية
مُتلازمة الثُّقبة الوداجيَّة (بالإنجليزية: Jugular foramen syndrome)‏ وتُسمى أيضاً متلازمة فرنت أو متلازمة فيرنيه (بالإنجليزية: Vernet's syndrome)‏، كما تُسمى متلازمة الثقبة الممزقة الخلفية، هيَ مُتلازمة تتميز بِشلل في الأعصاب القحفية 9 وَ10 وَ11 (من الممكن أن تتضمن العصب رقم 12).

## الأسباب
- ورم كبي (في أغلب الأحيان).
- ورم سحائي.
- شفاني (ورم العصب السمعي).
- الأورام النقيلية الموجودة في الزاوية المخيخية الجسرية.
- صَدمة أو ضربة مُعينة.
- العدوى.
- ورم كوليسترولي (من النادر).
- انسداد الثقبة الوداجية نتيجةً لأمراض العظم.

## الأعراض
أعراض هذه المتلازمة عبارة عنَ نتائج حدوث الشلل في الأعصاب، ومن هذه الأعراض:
- بحة الصوت.
- سقوط شراع الحنك.
- انحراف اللهاة نحو الجانب السَليم.
- عسر البلع.
- فقدان الوظيفة الحسية من الثُلث الخلفي للسان.
- زيادة إفرازات الغدة النكافية.
- فقدان رد الفعل البلعومي.
- شلل العضلة القصية الترقوية الخشائية وَالعضلة شبه المنحرفة.